# قطعنامه ۴۷۲ شورای امنیت
قطعنامه ۴۷۲ شورای امنیت سازمان ملل متحد که در تاریخ ۱۳ ژوئن ۱۹۸۰ تصویب شد، سندی بین‌المللی دربارهٔ قبرس است. این قطعنامه طی نشست ۲٬۲۳۰ام با ۱۴ موافق، ۰ مخالف و ۰ ممتنع تصویب شد.